# Hammer Film Productions
Hammer Film Productions Limited — киностудия основанная в 1934 году в Великобритании. В 1975 году заявила о банкротстве. Наиболее известна своим производством различных фильмов ужасов, самые известные и популярные из которых объединены в Классическую серию фильмов ужасов студии Hammer. Первым фильмом студии является фильм Тайна Мари Целест вышедший в 1936 году. Одними из звёзд студии были Питер Кушинг и Кристофер Ли. Студия «оживила», со времён классической серии фильмов ужасов студии Universal, таких известных персонажей как: Дракула, Франкенштейн, Фу Манчу,  Мумия, Оборотень, Джекил и Хайд.

## История

### Классическая серия фильмов ужасов студии Hammer
Классическая серия фильмов ужасов студии Hammer начинается с выхода в мае 1957 года фильма Проклятие Франкенштейна. Фильм имел очень большой успех, но его создание вызвало определённые трудности. Бюджет фильма составлял всего 70 тысяч фунтов, кроме того имелись проблемы с авторскими правами ввиду существования фильма Франкенштейн. Таким образом внешнее воплощение монстра, различные повороты сюжета, которыми характеризовался фильм 1931 года принадлежали студии Universal Pictures. Создателям фильма пришлось придумывать абсолютно новый грим чудовища. Кроме того фильм впервые показывал на экране злодейские деяния не затемняя их и не скрывая. Реакция на фильм была различной: критики ругали фильм, а зрителям фильм понравился.
Следующим заметным фильмом студии стал Дракула, права на который студия купила у Universal Pictures.

### Банкротство и возрождение киностудии
Студия объективно не смогла приспособиться к изменениям стандартов изображения графического насилия в фильмах ужасов и изменению вкусов публики, которая после «Ночи живых мертвецов», «Бонни и Клайда», «Дикой Банды» на киноэкране уже не впечатлялась старомодными готическими ужастиками. Вышедшие в начале 70-х годов «Цирк Вампиров», «Сатанинские обряды Дракулы» и «Дракула, год 1972-й» при попытке перенести действие в современный Лондон получились само-пародийными картинами, подрывая всякое чувство ужаса. Ни «Легенда о Семи золотых Вампирах» ни «Дочь Сатаны» не смогли снискать успеха, окончательно добил Хаммер провал в прокате ремейка классического триллера Хичкока «Леди исчезает» (1979 г).
В 1975 году киностудия объявила о своём банкротстве. Фирму купил Рой Скеггс обещав её возродить. В 1980 году студия все же сумела выпустить телесериал Дом ужасов Хаммера для участия в котором были привлечены такие мастера, как Дон Шарп, Теренс Фишер, а также Питер Кушинг и многие другие известные актеры (одну из первых ролей в кино там сыграл молодой Пирс Броснан). В 1984 году вышло продолжение, также из 13 серий, однако все эти меры не смогли спасти студию от разорения. В 1997 году студию купил Чарльз Саачи и объявил о том, что хочет сделать студию частью кинокомпании Warner Bros и 20th Century Fox. Было привлечено множество звёзд (в том числе и Кристофера Ли) для сотрудничества, однако и это начинание не увенчалось успехом. С тех пор студия выпустила такие художественные фильмы, как «Впусти меня. Сага» (2010), «Ловушка» (2011) и «Женщина в чёрном» (2012).